# Tricondyloides armatus
Tricondyloides armatus är en skalbaggsart som beskrevs av Xavier Montrouzier 1861. Tricondyloides armatus ingår i släktet Tricondyloides och familjen långhorningar. Inga underarter finns listade i Catalogue of Life.